# Jane Reece
Jane B. Reece (15 de abril de 1944) es una científica estadounidense coautora, junto con Neil Campbell, del conocido libro de texto Biología.

## Trayectoria
Reece se licenció en Biología en la Universidad de Harvard y obtuvo su Postgrado en microbiología en la Universidad de Rutgers. Posteriormente, obtuvo su doctorado en bacteriología en la Universidad de California, en Berkeley. Después,  trabajó como alumna de postdoctorado en genética en la Universidad de Stanford.
Reece ha dado clase en varias universidades, incluyendo el Middlesex County College en New Jersey y el Queensborough Community College en Nueva York. Ha escrito varios libros de texto para la editorial científica Benjamin Cummings, para la que trabaja desde 1978. También es la coautora de The World of the Cell (El mundo de la célula) junto a W.M. Becker y M.F. Poenie.

## Obra
- 1987 – Biología. Editorial Panamericana. ISBN 9788479039981.[2]